# Сциофиты
Тенелюби́вые расте́ния, сциофи́ты (от др.-греч. σκιά — тень + φυτόν — растение), гелиофо́бы (от др.-греч. ἥλιος — солнце + φόβος — страх, боязнь) — растения, обитающие исключительно в затемнённых условиях, предпочитающие рассеянный свет. При прямом солнечном освещении у тенелюбивых растений проявляются признаки угнетённости развития и возможны солнечные ожоги. Группа, противоположная по своим качествам светолюбивым растениям.
Сюда относятся растения, растущие под пологом леса, в глубоких расщелинах и других местах, куда не проникают прямые лучи солнца. Наиболее характерными представителями являются водоросли, обитающие в толще воды, лесные мхи, лишайники, плауны, папоротники.
У сциофитов слабо развиты механические и проводящие ткани. Листовые пластинки довольно крупные, тонкие.